# 隆曲
隆曲位于中国青海省玉树藏族自治州玉树市中部的一条河流，是子曲的左岸支流。发源于玉树市中部海拔4975米的无名山岭，源流在名为务陇的山沟中向东南流6.4千米出山谷，进入洛滩盆地，继续东南流13千米，左纳塞陇后转南流，经巧格绒尕峡谷和下拉秀镇，过嘎（尕）玛后转西流，汇入子曲。河长55.7千米，流域面积789平方千米。流域内呈山丘峡谷地貌，牧草生长良好，上游间布疏林，下游林木较密。